# Gina Romero
Gina Paola Romero Rodríguez (Bogotá, Colombia, 1980) es una activista colombiana cofundadora de la Red Latinoamericana y del Caribe para la Democracia. En 2024 fue nombrada relatora especial de las Naciones Unidas sobre la libertad de reunión pacífica y de asociación.

## Biografía
Romero estudió Gobierno y Relaciones internacionales en la Universidad Externado de Colombia, y tiene un máster en Análisis de asuntos políticos, económicos e internacionales contemporáneos por el Institut des Hautes Études d'Amérique Latine -IHEAL (Sorbonne Nouvelle - París 3) y la Universidad Externado.
Fue directora de la Red Latinoamericana y del Caribe para la Democracia (conocida como REDLAD) de la que fue cofundadora. En 2023, ella y REDLAD formaron parte de un llamamiento de Democracia Sin Fronteras y 80 organizaciones para establecer un nuevo relator especial que se ocupe de los derechos humanos y la democracia.
Romero fue miembro del comité directivo del Movimiento Mundial para la Democracia. Fue elegida por el Consejo de Derechos Humanos de las Naciones Unidas para suceder a Clément Nyaletsossi Voule, de Togo, en abril de 2024 como relatora especial de las Naciones Unidas sobre el derecho humano a la libertad de reunión pacífica y de asociación. Fue elegida el mismo día que otros relatores, entre ellos Astrid Puentes Riaño, que se ocupa de los derechos humanos y el medio ambiente, y la abogada italiana Elisa Morgera, experta en derechos humanos y cambio climático.
En junio de 2024, Romero se prepara para intervenir en una reunión paralela organizada por la Comisión Islámica de Derechos Humanos. La reunión coincide con una reunión del Consejo de Derechos Humanos de las Naciones Unidas. En la reunión se abordará la preocupación por la represión del libre debate sobre el conflicto entre Gaza e Israel. Caterina Aiena presentará un informe sobre sus pruebas de la represión del libre debate, especialmente en el Reino Unido, Alemania y Francia.